# Casa Gorreta
Casa Gorreta és una casa d'Os de Balaguer (Noguera) protegida com a Bé Cultural d'Interès Local.

## Descripció
La casa natal de l'escultor Leandre Cristòfol, coneguda amb el nom de casa Gorreta se situa a la part sud del nucli urbà d'Os de Balaguer. La casa afronta amb el carrer Avall, 18 i fa cantonada amb la Travessia d'Avall.

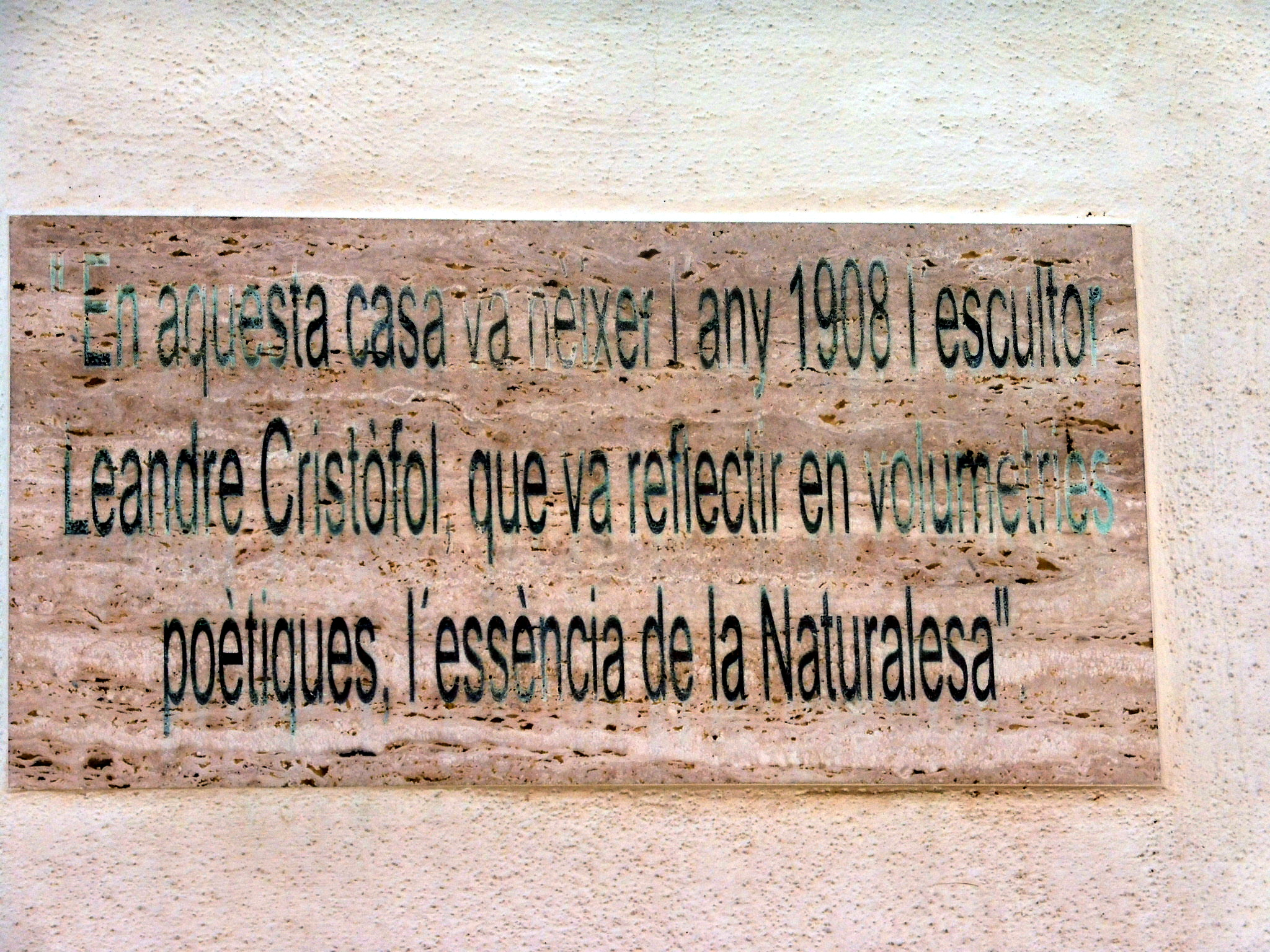
placa commemorativa

Es tracta d'un edifici cantoner format per planta baixa, dos pisos i sotacoberta. L'estructura està formada per paret de càrrega de maçoneria de pedra i sostres de bigues de fusta amb revoltons de guix. Les obertures són petites i distribuïdes de forma irregular. La porta és d'arc de mig punt amb la clau de volta que sobresurt per damunt de les altres dovelles. La coberta és de teula àrab.
L'edifici es troba molt deteriorat i, per tant, necessita obres de rehabilitació. Cal actuar en la façana -també s'han de substituir els tancaments-, la coberta -precisa aïllament térmic- i els forjats i paraments -necessiten reforç-.

## Història
Després d'estar en desús durant anys, en Francesc Cristòfol, germà petit de l'escultor, l'any 2001 va fer-ne donació a l'Ajuntament d'Os de Balaguer. En aquell moment es van haver de fer unes actuacions estructurals bàsiques i urgents per evitar que acabés deteriorant-se i ensorrant-se.